# 阿部正信
阿部 正信（あべ まさのぶ、生没年不詳）は、江戸時代後期の旗本。忍藩主阿部正能の次男正明より分かれた家系で、正章（旗本・知行6000石）の子。通称は大学。

## 人物
文化14年（1817年）9月、駿府加番となり駿府城の守衛などを担う。任期は1年だったが、在任中から江戸に戻ってからも駿河国七郡の歴史・風土などを調査した。榊原長俊の著した「駿河国志」をベースとし、天保14年（1843年）「駿国雑志」全49巻を著した。